# Benjamin Jonson
Benjamin Jonson, általában Ben Jonson (Westminster, London, 1572. (kb.) június 11. – London, 1637. augusztus 6.) angol drámaíró, költő és színész volt, William Shakespeare kortársa.

## Életpályája
Alacsony sorból származott. Flandriában szolgált katonaként, utána Londonban telepedett le és színészként, majd költőként és drámaíróként tevékenykedett. Van olyan hagyomány, mely szerint William Shakespeare indította el a színészi pályán. 1598-ban párbajban megölte egy színésztársát, e miatt börtönbe került. Később egy ideig a katolikus egyház híve lett, majd újra anglikán.
1616-ban díszes fólió méretben jelentette meg addig írt műveit, a drámák szövegét gondosan megszerkesztette, s mindegyik drámához előszót írt. Ezzel az újításával a színdarabot az irodalom rangjára emelte, az egyes drámákhoz írt bevezetői pedig irodalomelméleti fejtegetéseket is tartalmaztak, ezzel Sidney traktátusa után Jonson tekinthető a korai angol irodalomelmélet második alkotójának. Műveinek kiadásával udvari költő státusba került, évente 100 font járadékot juttatott neki a király. Udvari költőként számos úgynevezett "maszkajátékot" (masque) írt: ezek látványos díszletekkel és jelmezekkel az udvarnál előadott, kifejezetten alkalmi darabok, melyekben általában az udvar tagjai játszották a főbb szerepeket.

## Hatása
Jonson szatirikus színműveiről (Volpone vagy a pénz komédiája, Az alkémista) és lírai költeményeiről híres. Rendkívüli olvasottságával éles kritikai szellem párosult. A köré szerveződő informális irodalmi közösség fontos szerepet játszott az angol irodalmi nyilvánosság kialakulásában, az irodalom klasszikus mintákat követő kritikai értékelésének megindulásában. Epigrammái és dal-formában írt versei meghatározták a 17. század angol költészet egy fontos vonulatát, a "gavallér" (cavalier) költők művészetét és a Restauráció korának költészetét. Drámaíróként a 17. század második felében és a 18. század első felében Shakespeare-nél nagyobb tisztelet övezte. A 20. század első felében újra divatba hozták a modern angol költők és írók, tehát életműve inspirálta nemcsak saját korának íróit, hanem a későbbi nemzedékeket is, köztük T. S. Eliot művészetét.

## Művei

### Színdarabok
- A Tale of a Tub, komédia (1633, kiadás: 1640)
- The Case is Altered, komédia (1597–98, kiadás: 1609),
- Every Man in His Humour, komédia (1598; 1601)
- Every Man out of His Humour, komédia (1599, kiadás: 1600)
- Cynthia's Revels (1600, kiadás: 1601)
- The Poetaster, komédia (1601, kiadás: 1602)
- Sejanus His Fall, tragédia (1603, kiadás: 1605)
- Eastward Ho, (előadás és kiadás 1605),
- Volpone, komédia (Volpone vagy a pénz komédiája) (kb. 1605–06, kiadás: 1607)
- Epicoene, or the Silent Woman, komédia (1609, kiadás: 1616)
- The Alchemist (Az alkémista) komédia (1610, kiadás: 1612)
- Catiline His Conspiracy, tragédia (kiadás: 1611)
- Bartholomew Fair, komédia (1614, kiadás: 1631)
- The Devil is an Ass, komédia (1616, kiadás: 1631)
- The Staple of News, komédia (1626, kiadás: 1631)
- The New Inn, or The Light Heart, komédia (1629, kiadás : 1631)
- The Magnetic Lady, or Humors Reconciled, komédia (1632, kiadás: 1641)
- The Sad Shepherd, pásztorjáték (kb. 1637, kiadás: 1641), befejezetlen
- Mortimer his Fall, (kiadás: 1641), töredék

### Maszkajátékok
- The Coronation Triumph or The King's Entertainment (1604, kiadás:1604)
- A Private Entertainment of the King and Queen on May-Day (The Penates) (1604, kiadás: 1616)
- The Entertainment of the Queen and Prince Henry at Althorp (The Satyr) (1603, kiadás: 1604)
- The Masque of Blackness (1605, kiadás: 1608)
- Hymenaei (1606, kiadás: 1606)
- The Entertainment of the Kings of Great Britain and Denmark (The Hours) (1606, kiadás: 1616)
- The Masque of Beauty (1608, kiadás: 1608)
- The Masque of Queens (1609, kiadás: 1609)
- The Hue and Cry after Cupid or The Masque at Lord Haddington's Marriage (1608, kiadás: kb. 1608)
- The Entertainment at Britain's Burse (1609, elveszett majd újra megtalálták 2004-ben)
- The Speeches at Prince Henry's Barriers or The Lady of the Lake (1610, kiadás: 1616)
- Oberon, the Faery Prince (1611, kiadás: 1616)
- Love Freed from Ignorance and Folly (1611, kiadás: 1616)
- Love Restored (1612, kiadás: 1616)
- A Challenge at Tilt, at a Marriage (1614, kiadás: 1616)
- The Irish Masque at Court (1613, kiadás: 1616)
- Mercury Vindicated from the Alchemists (1615, kiadás: 1616)
- The Golden Age Restore] 1616, kiadás: 1616)
- Christmas, His Masque (1616, kiadás: 1641)
- The Vision of Delight (1617, kiadás: 1641)
- Lovers Made Men, or The Masque of Lethe, or The Masque at Lord Hay's (1617, kiadás: 1617)
- For the Honour of Wales (1618, kiadás: 1641)
- News from the New World Discovered in the Moon (1620, kiadás: 1641)
- The Entertainment at Blackfriars, or The Newcastle Entertainment (1620?)
- Pan's Anniversary, or The Shepherd's Holy-Day (1620?, kiadás: 1641)
- The Gypsies Metamorphosed (1621, kiadás: 1640)
- The Masque of Augurs (1622, kiadás: 1622)
- Time Vindicated to Himself and to His Honours (1623, kiadás: 1623)
- Neptune's Triumph for the Return of Albion (1624, kiadás: 1624)
- The Masque of Owls at Kenilworth (1624, kiadás: 1641)
- The Fortunate Isles and Their Union (1625, kiadás: 1625)
- Love's Triumph Through Callipolis (1631, kiadás: 1631)
- Chloridia: Rites to Chloris and Her Nymphs (1631, kiadás: 1631)
- The King's Entertainment at Welbeck in Nottinghamshire (1633, kiadás: 1641)
- Love's Welcome at Bolsover (1634, kiadás 1641)

### Egyéb művek
- Epigrams (1612)
- The Forest (1616), (To Penshurst-öt is tartalmazza)
- A Discourse of Love (1618)
- John Barclay: Argenis, fordítás (1623)
- The Execration against Vulcan (1640)
- Horace's Art of Poetry, fordítás (1640)
- Underwood (1640)
- English Grammar (1640)

- Timber, or Discoveries, közhelygyűjtemény
- On My First Sonne (1616), elégia
- To Celia (Drink to Me Only With Thine Eyes), vers

## Magyarul
- Volpone; Stefan Zweig és Jules Romains átdolg., ford., kieg. Illyés Gyula, utószó András László; Szépirodalmi, Bp., 1954
- Volpone; ford. Vas István, jegyz. Benedek Marcell, Benedek András / Bertalannapi vásár; ford. Benedek András, jegyz. Benedek András; inː Angol reneszánsz drámák. Shakespeare kortársai, 1-3.; vál., szerk., bev. Szenczi Miklós; Európa, Bp., 1961 (A világirodalom klasszikusai)
- Komédiák (Volpone; A hallgatag hölgy; Az alkimista; Bertalan-napi vásár); ford. Benedek András et al., jegyz. Benedek András, Vámosi Pál, utószó Benedek András; Európa, Bp., 1974
- Volpone; ford. Vas István, utószó Jánosházy György, jegyz. Benedek András; Kriterion, Bukarest, 1976